# 원윤희
원윤희(元允喜, 1957년~)는 서울시립대학교의 총장이다.

## 약력
- 서울시립대학교 기획발전처장, 세무대학원장, 정경대학장
- 한국조세연구원 원장
- 한국재정학회 회장
- 국세청 지하경제양성화추진자문위원회 위원장
- 행정안전부 지방세과세표준심의위원회 위원장
- 아름다운재단 기부문화연구소장

## 저서
- 역사 속의 세금 이야기